# Лохвицький цукровий завод
Лохвицький цукровий завод — підприємство цукрової промисловості розташоване в місті Заводське Полтавської області.

## Історія

### 1929—1991
Сталінський цукровий завод був побудований в ході індустріалізації відповідно до першого п'ятирічного плану розвитку народного господарства СРСР. Будівництво найбільшого в СРСР підприємства цукрової промисловості почалося у вересні 1928 року.
У 1929 році в експлуатацію була введена перша черга, потужності якої дозволяли переробляти 20 тис. центнерів цукрового буряка на добу. Одночасно з заводом будувалося робітниче селище (житлові будинки, школа, клуб, їдальня та магазин), в 1929 році був побудований заводський Будинок культури. Крім того, будівництво підприємства прискорило електрифікацію сусідніх сіл.
У 1930 році в результаті об'єднання цукрового заводу з місцевим радгоспом був створений Лохвицький цукровий комбінат при якому була створена МТС. У 1931 році в заводському селищі був відкритий технікум, який почав підготовку кадрів для комбінату та інших підприємств.
У 1937 році виробничі потужності комбінату були збільшені до 36 тис. центнерів цукрового буряка на добу.
Під час Другої світової війни частина обладнання була евакуйована, але комбінат серйозно постраждав в ході бойових дій і німецької окупації, частина обладнання була вивезена німцями. У 1943—1945 рр. комбінат був відновлений. и осенью 1945 года возобновил работу
Відповідно до четвертого п'ятирічного плану відновлення і розвитку народного господарства СРСР і в наступні повоєнні роки підприємство було розширено і реконструйовано, виробничі процеси були механізовані. У 1949 році був відновлений довоєнний рівень виробництва.
У 1959—1965 рр. була проведена наступна реконструкція заводу, після закінчення якої в 1965 році переробні потужності комбінату були збільшені до 9,7 тис. центнерів буряка на добу, а собівартість виробництва цукру знижена.
У 1966 році комбінат був нагороджений орденом Леніна, в січні 1967 року він залишався найпотужнішим підприємством цукрової промисловості СРСР (виробничі потужності забезпечували можливість виробництва 1,2 млн. Тонн цукру на рік).
У 1979 році виробничі потужності комбінату переробляли 93,3 тис. центнерів цукрового буряка на добу. До початку 1980-х років комбінат входив в число провідних підприємств цукрової промисловості СРСР, його продукцією були цукровий пісок, сушений і свіжий жом, а також кормова патока.
У 1991 році комбінат переробив 1250 тис. тонн сировини і справив 150 тис. тонн цукру, що стало рекордним показником за весь період діяльності підприємства.

### Після відновлення незалежності
Після відновлення незалежності України комбінат став найпотужнішим підприємством цукрової промисловості в Україні і був переданий у підпорядкування міністерства сільського господарства і продовольства України. У 1996 році державне підприємство було перетворено в відкрите акціонерне товариство.
У 1990-ті роки становище заводу ускладнилося, обсяги виробництва знизилися. Частина приміщень заводу була здана в оренду, в одному із заводських приміщень після закриття визнаної аварійною будівлі Червонозаводської загальноосвітньої школи № 1 була розміщена міська школа (в 2006—2007 навчальному році в ній навчалися 323 учня).
У 2005 році завод виробив 20,2 тис. тонн цукру загальною вартістю 59,6 млн. гривень і завершив 2005 рік з чистим прибутком 13,5 тис. гривень.
Влітку 2006 року власником заводу стало ТОВ «Райз-Цукор» (Дочірня компанія агропромислового холдингу ЗАТ «Райз»).
11 вересня 2007 року Господарський суд Полтавської області визнав завод банкрутом, в жовтні 2007 року були розпочаті ліквідаційні процедури.
Оскільки для відновлення виробничого циклу були потрібні стабільні поставки сировини, ЗАТ «Райз» було прийнято рішення про створення господарств-постачальників цукрових буряків на території Полтавської та Сумської областей, загальна площа посівних площ яких склала 16,2 тис. гектарів, для зберігання врожаю яких використовували три пункту зберігання. Крім того, завод був відремонтований, ремонт і заміна частини обладнання дозволили знизити енергоспоживання.
У жовтні 2009 року виробничі потужності заводу забезпечували можливість переробляти понад 85 тис. центнерів цукрового буряка і виробляти 1200—1300 тонн цукру на добу.
У 2010 році завод прийняв на переробку 549 тис. тонн цукрового буряка, переробив 535 тис. тонн цукрового буряка, на присутніх справив 76,1 тис. тонн цукру, 21 тис. тонн меляси і 11,5 тис. тонн сухого і гранульованого жому.
Роботи з реконструкції виробничих потужностей заводу виконала компанія «НТ-Пром». До кінця 2011 року загальна сума інвестицій в ремонт і переобладнання заводу склала 200 млн гривень (був побудований жомосушильний комплекс з цехом гранулювання, модернізовані вакуумні котли, автоматизовані лінії фільтрації соку і оновлені парові котли).
У травні 2013 року завод зупинив роботу, в 2015 році він був законсервований.